# Johnny Hoes
Johnny Hoes, född 19 april 1917 i Rotterdam, död 23 juli 2011 i Weert, var en nederländsk sångare och kompositör, verksam under pseudonymen Andy Field.